# Thea Khelif
Thea Khelif es una deportista francesa que compite en vela en la modalidad de match race. Ganó dos medallas de oro en el Campeonato Mundial de Match Race Femenino, en los años 2022 y 2023.

## Palmarés internacional
| Campeonato Mundial | Campeonato Mundial       | Campeonato Mundial | Campeonato Mundial |
| Año                | Lugar                    | Medalla            | Clase              |
| ------------------ | ------------------------ | ------------------ | ------------------ |
| 2022               | Auckland (Nueva Zelanda) | Medalla de oro     | Match race         |
| 2023               | Middelfart (Dinamarca)   | Medalla de oro     | Match race         |